# Leichtathletik-Weltmeisterschaften 2007/50 km Gehen der Männer

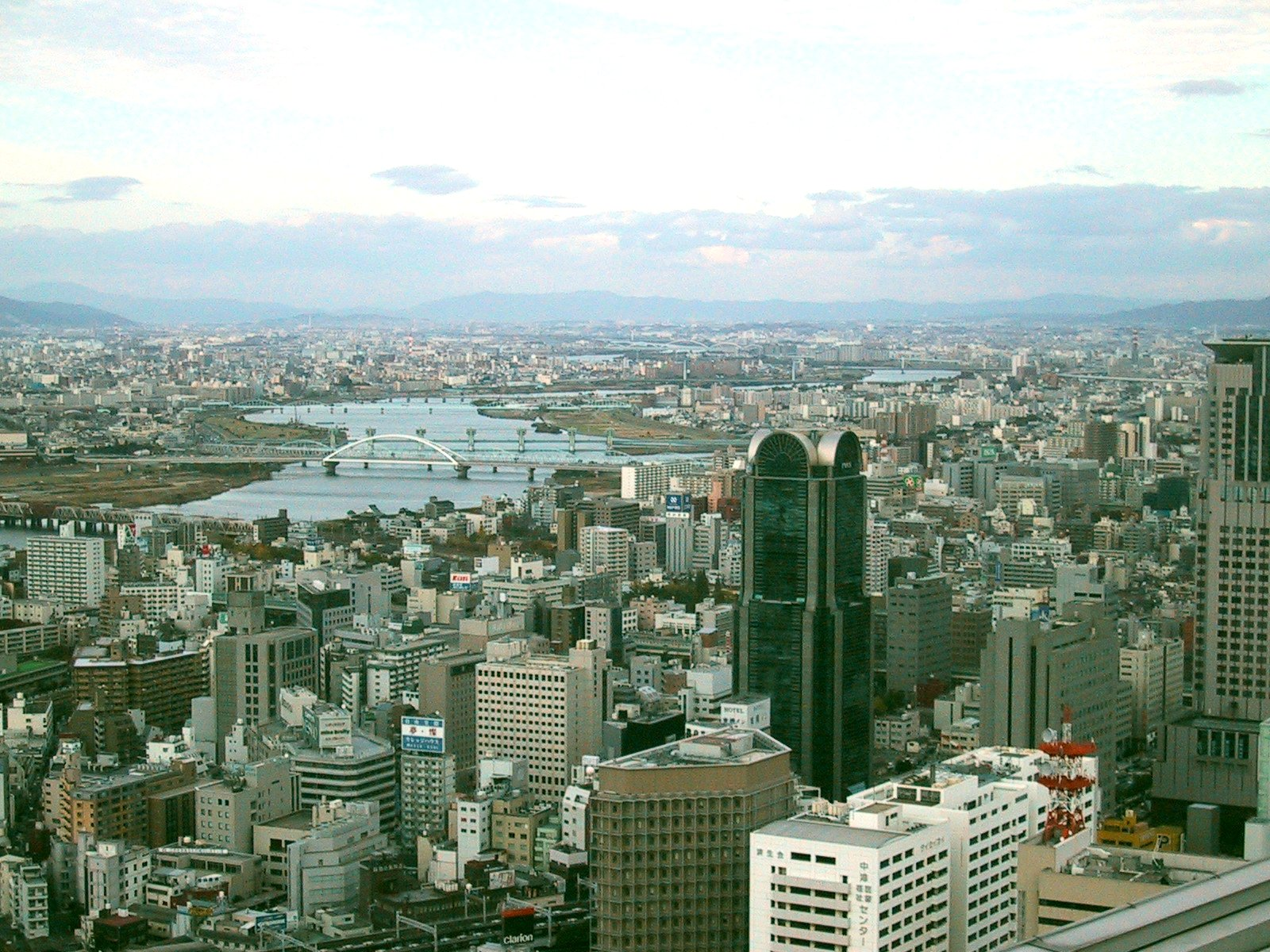
Osaka, Panorama der Stadt

Das 50-km-Gehen der Männer bei den Leichtathletik-Weltmeisterschaften 2007 wurde am 1. September 2007 in den Straßen der japanischen Stadt Osaka ausgetragen.
Weltmeister wurde der australische Olympiadritte von 2004 über zwanzig Kilometer Nathan Deakes. Er gewann vor dem amtierenden Europameister Yohann Diniz aus Frankreich. Bronze ging an den italienischen WM-Dritten von 2005 Alex Schwazer.

## Bestehende Rekorde
| Weltrekord | 3:35:37 h | Nathan Deakes       | Geelong, Australien          | 2. Dezember 2006 |
| WM-Rekord  | 3:36:03 h | Robert Korzeniowski | WM 2003 in Paris, Frankreich | 23. August 2003  |

Der bestehende WM-Rekord wurde bei diesen Weltmeisterschaften nicht eingestellt und nicht verbessert.

## Durchführung
Hier gab es keine Vorrunde, alle 54 Geher traten gemeinsam zum Finale an.

## Ergebnis

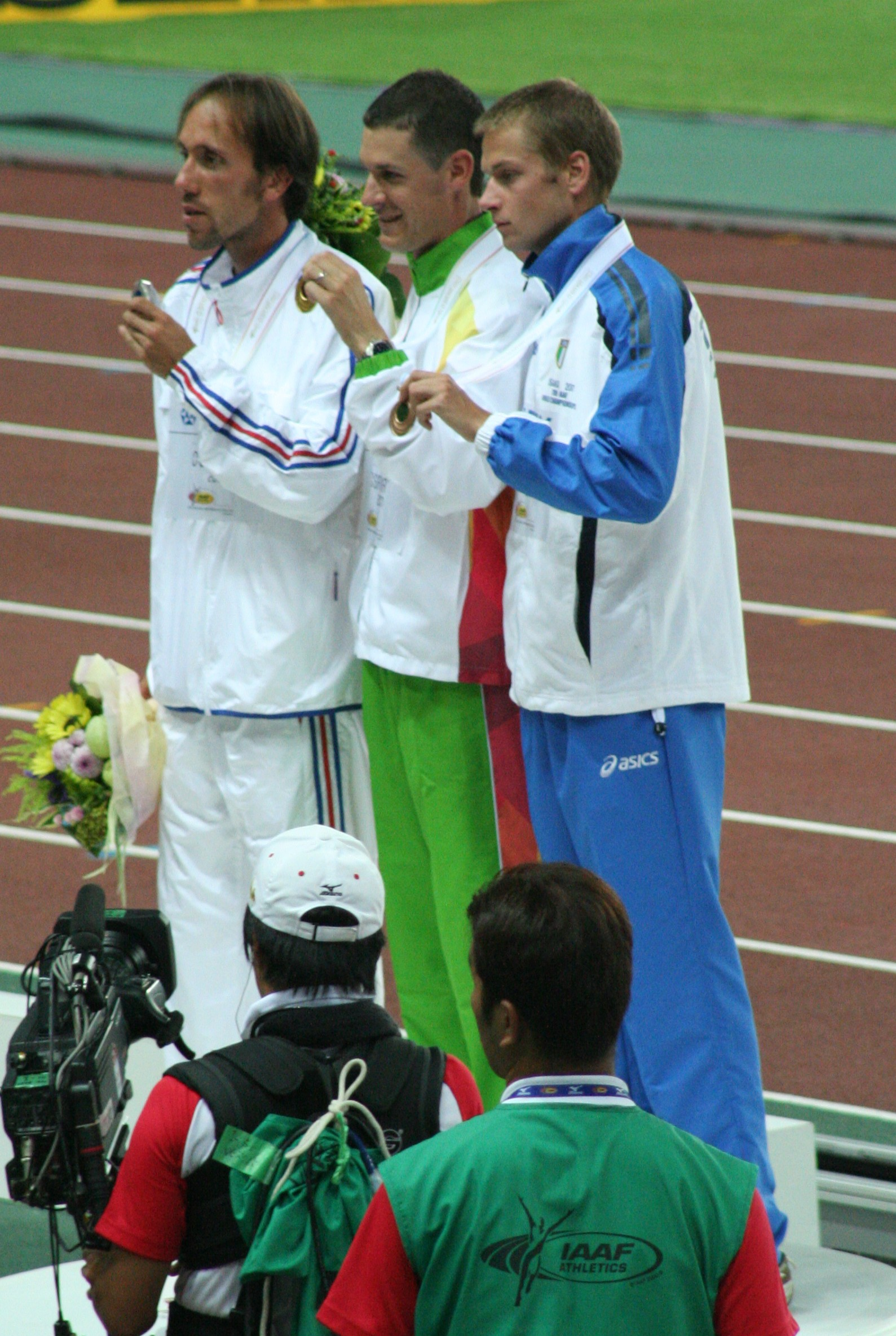
Die Siegerehrung

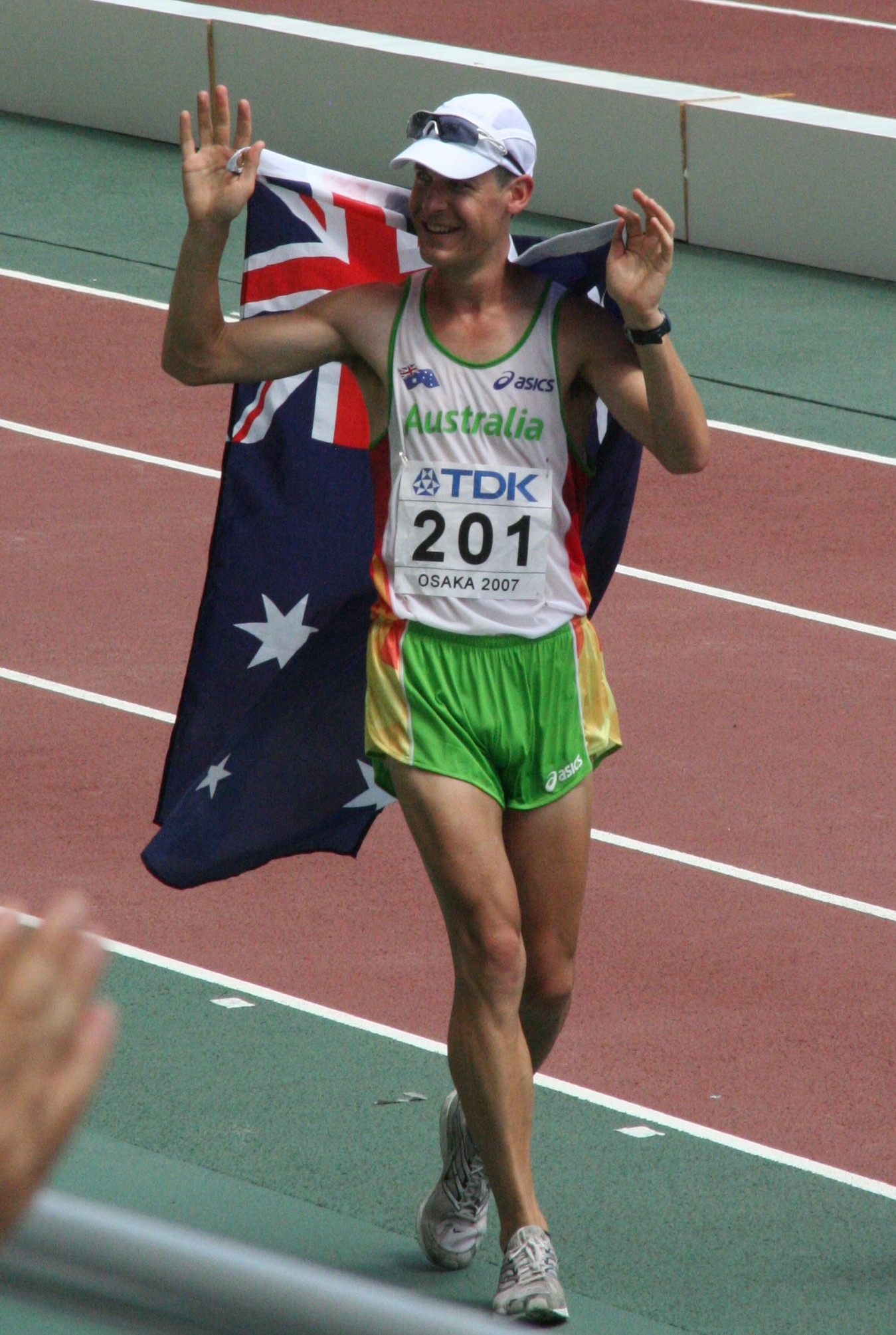
Nathan Deakes, 2004 Olympiadritter auf der kürzeren 20-km-Distanz, nach seinem Sieg

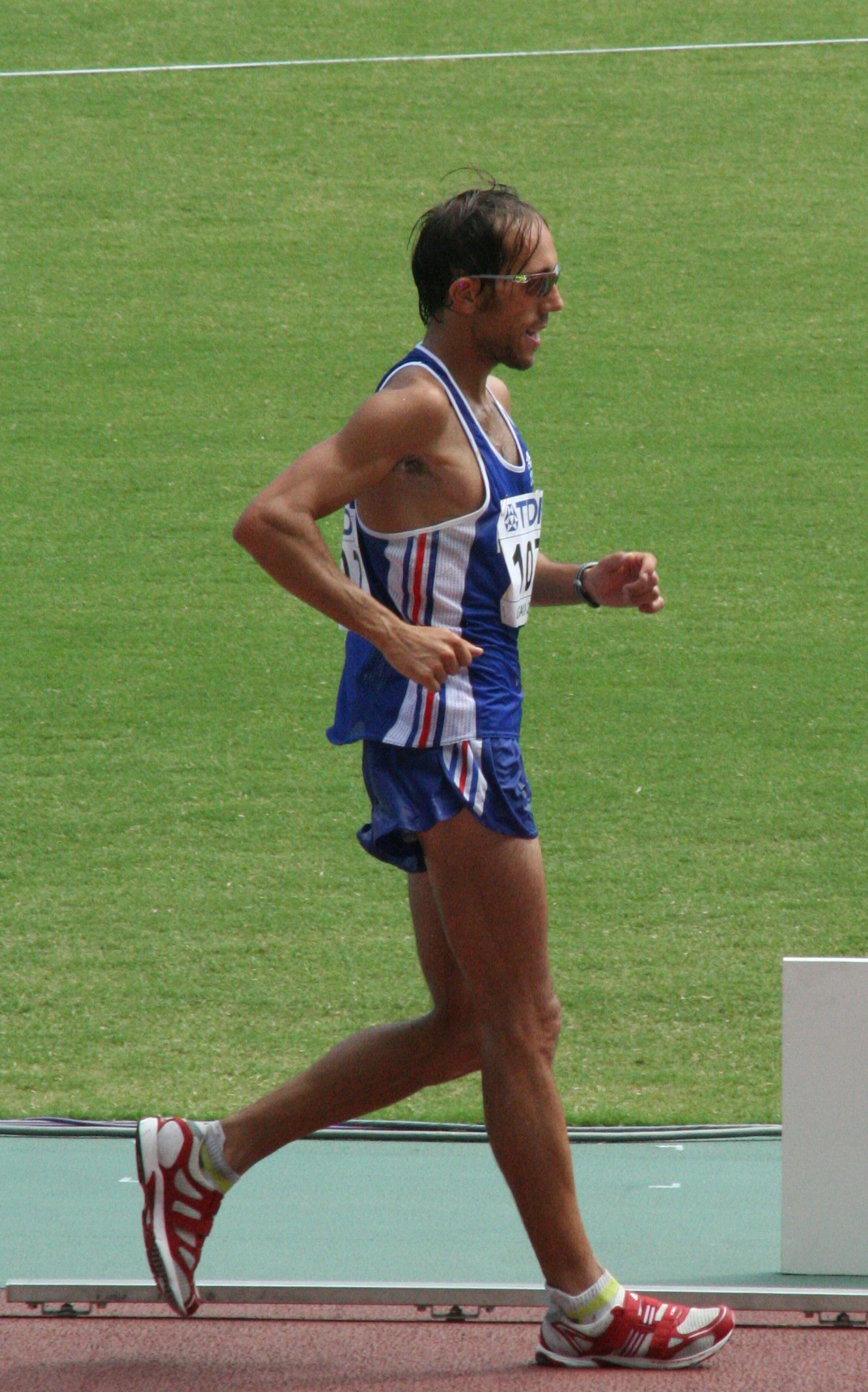
Silber für den amtierenden Europameister Yohann Diniz

1. September 2007, 7:00 Uhr
Der später disqualifizierte Chinese Yu Chaohong bestimmte die erste Hälfte des Wettbewerbs, nachdem er sich zusammen mit dem Spanier Santiago Pérez, der später aufgab, vom Feld abgesetzt hatte. Gegen Mitte des Rennens wurde Yu von einer Dreiergruppe mit Nathan Deakes, Wladimir Kanaikin (später aufgegeben) und Yūki Yamazaki (ebenfalls später aufgegeben) eingeholt. Yohann Diniz war bis dahin nicht weit hinter der Spitzengruppe sein eigenes Tempo gegangen. Als er schließlich aufschloss und sogar vorbeizog, ging Deakes mit, setzte sich kurz danach von Diniz ab und gewann diesen Wettbewerb.
| Platz | Name                            | Nation              | Zeit (h) |
| ----- | ------------------------------- | ------------------- | -------- |
| 1     | Nathan Deakes                   | Australien          | 3:43:53  |
| 2     | Yohann Diniz                    | Frankreich          | 3:44:22  |
| 3     | Alex Schwazer                   | Italien             | 3:44:38  |
| 4     | Denis Nischegorodow             | Russland            | 3:46:57  |
| 5     | Erik Tysse                      | Norwegen            | 3:51:52  |
| 6     | Mikel Odriozola                 | Spanien             | 3:55:19  |
| 7     | Sun Chao                        | Volksrepublik China | 3:55:43  |
| 8     | Trond Nymark                    | Norwegen            | 3:57:22  |
| 9     | Horacio Nava                    | Mexiko              | 3:58:17  |
| 10    | Jarkko Kinnunen                 | Finnland            | 3:58:22  |
| 11    | Antti Kempas                    | Finnland            | 3:59:34  |
| 12    | Donatas Škarnulis               | Litauen             | 3:59:48  |
| 13    | Eddy Riva                       | Frankreich          | 4:00:44  |
| 14    | David Boulanger                 | Frankreich          | 4:01:30  |
| 15    | Antonio Pereira                 | Portugal            | 4:02:09  |
| 16    | Ken Akashi                      | Japan               | 4:02:31  |
| 17    | Yusuke Yachi                    | Japan               | 4:05:21  |
| 18    | Diego Cafagna                   | Italien             | 4:06:03  |
| 19    | Tim Berrett                     | Kanada              | 4:06:47  |
| 20    | Jesús Sánchez                   | Mexiko              | 4:07:14  |
| 21    | Grzegorz Sudoł                  | Polen               | 4:07:48  |
| 22    | Miloš Bátovský                  | Slowakei            | 4:08:22  |
| 23    | Nenad Filipović                 | Serbien             | 4:12:11  |
| 24    | Chris Erickson                  | Australien          | 4:13:00  |
| 25    | Konstantinos Stefanopoulos      | Griechenland        | 4:14:22  |
| 26    | Augusto Cardoso                 | Portugal            | 4:14:38  |
| 27    | Jorge Costa                     | Portugal            | 4:16:05  |
| 28    | Igors Kozakevičs                | Lettland            | 4:19:43  |
| 29    | Andrey Stepanchuk               | Belarus             | 4:23:30  |
| 30    | Rafał Fedaczyński               | Polen               | 4:24:51  |
| 31    | Kevin Eastler                   | USA                 | 4:31:52  |
| DNF   | Alexei Nikolajewitsch Wojewodin | Russland            |          |
| DNF   | Jamie Costin                    | Irland              |          |
| DNF   | Kamil Kalka                     | Polen               |          |
| DNF   | Sergei Kirdjapkin               | Russland            |          |
| DNF   | Yūki Yamazaki                   | Japan               |          |
| DNF   | Tony Sargisson                  | Neuseeland          |          |
| DNF   | Santiago Pérez                  | Spanien             |          |
| DNF   | Ingus Janevics                  | Lettland            |          |
| DNF   | Peter Korcok                    | Slowakei            |          |
| DNF   | Wladimir Kanaikin               | Russland            |          |
| DNF   | Fredy Hernández                 | Kolumbien           |          |
| DNF   | Anton Kučmín                    | Slowakei            |          |
| DNF   | Vitali Talankou                 | Belarus             |          |
| DNF   | Marco De Luca                   | Italien             |          |
| DSQ   | Andreas Gustafsson              | Schweden            |          |
| DSQ   | Zhao Chengliang                 | Volksrepublik China |          |
| DSQ   | Fredrik Svensson                | Schweden            |          |
| DSQ   | Yu Chaohong                     | Volksrepublik China |          |
| DSQ   | Omar Zepeda                     | Mexiko              |          |
| DSQ   | Zoltán Czukor                   | Ungarn              |          |
| DSQ   | Jesús Ángel García              | Spanien             |          |
| DSQ   | Duane Cousins                   | Australien          |          |
| DSQ   | Colin Griffin                   | Irland              |          |

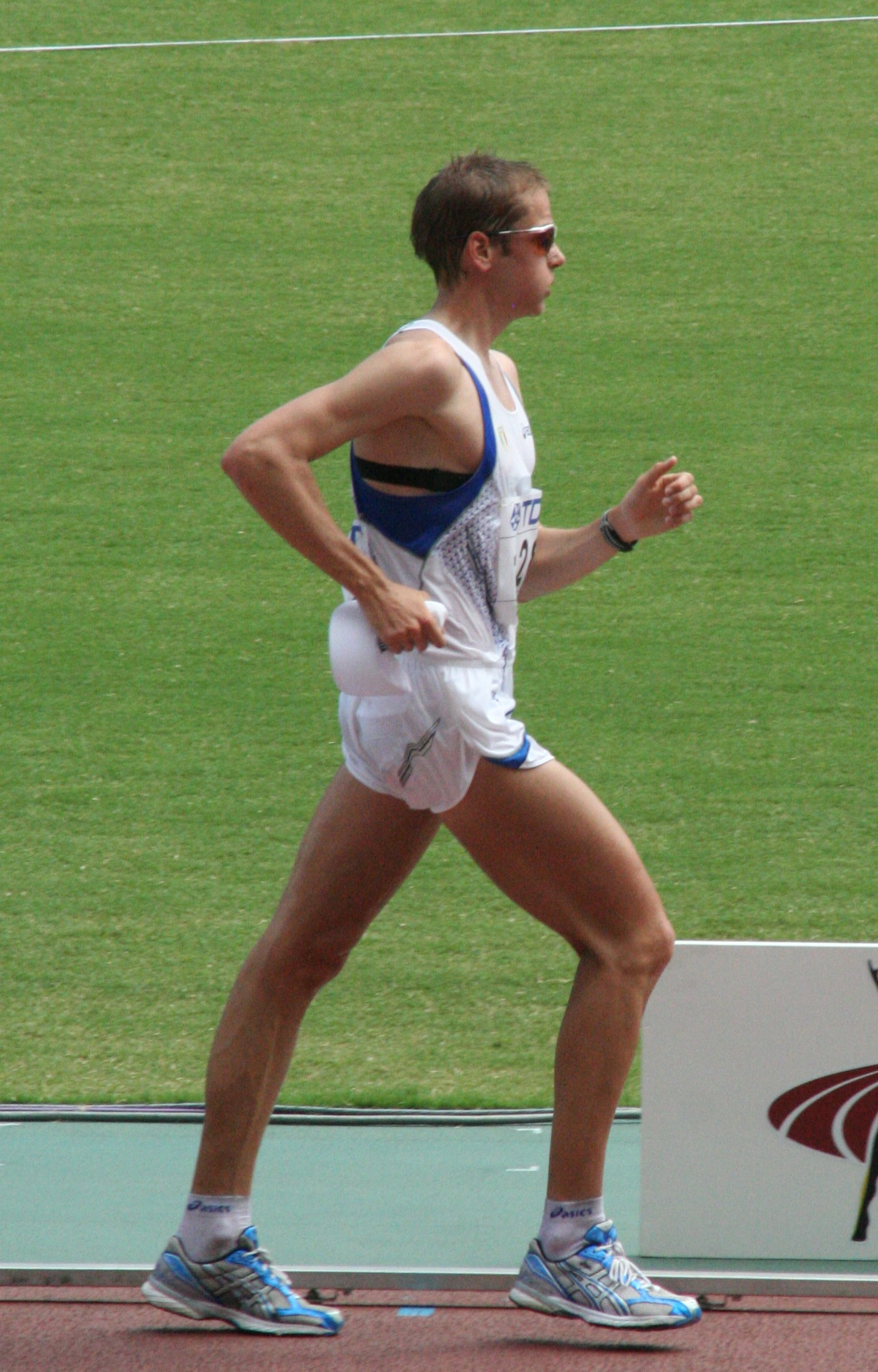
Für Alex Schwazer gab es wie 2005 WM-Bronze
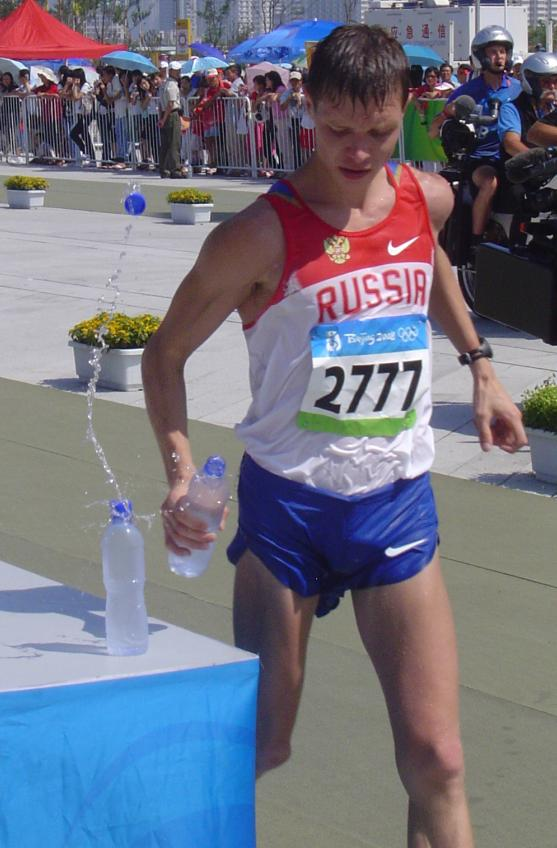
Denis Nischegorodow kam auf den vierten Platz
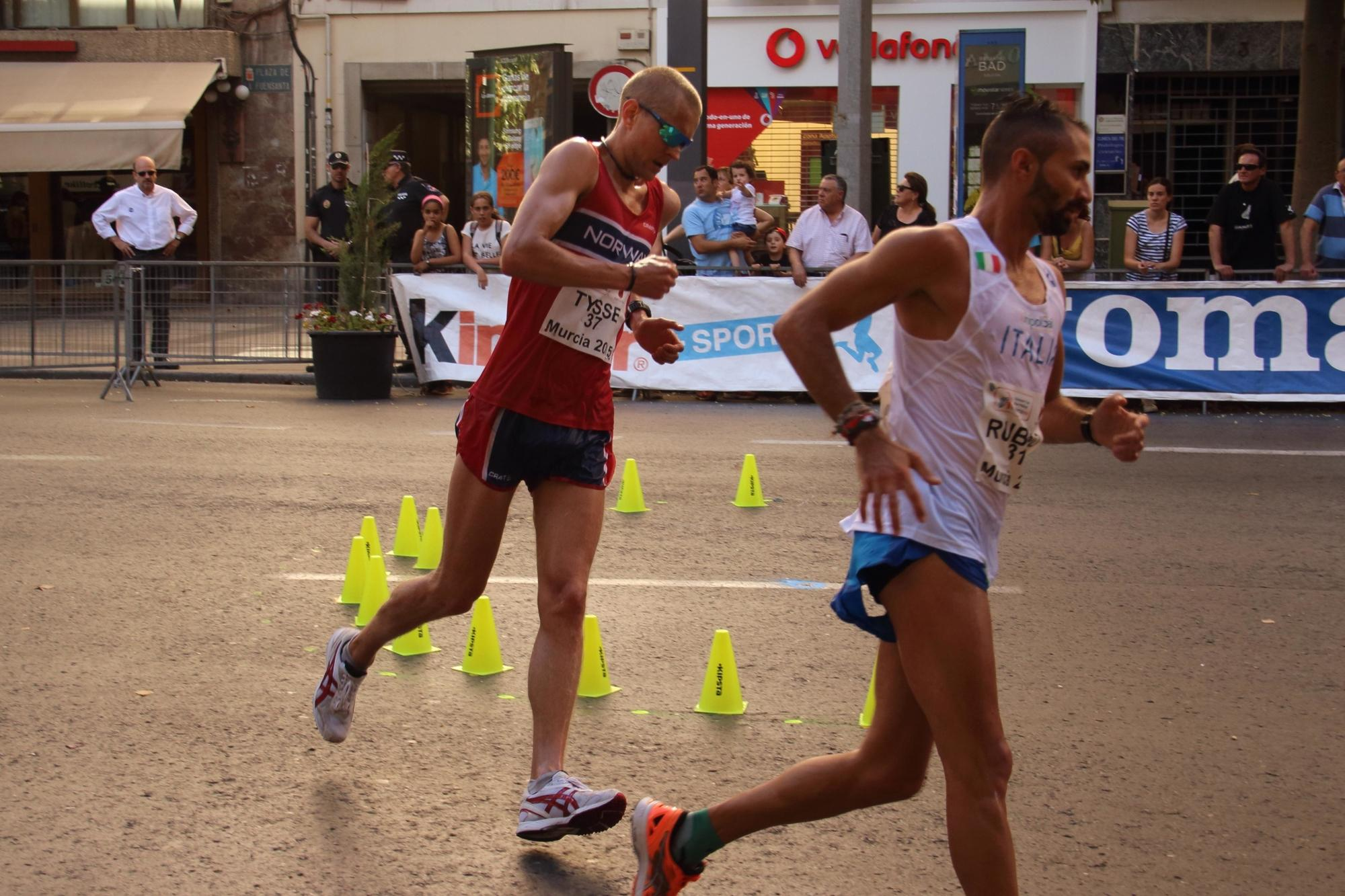
Erik Tysse belegte Rang fünf
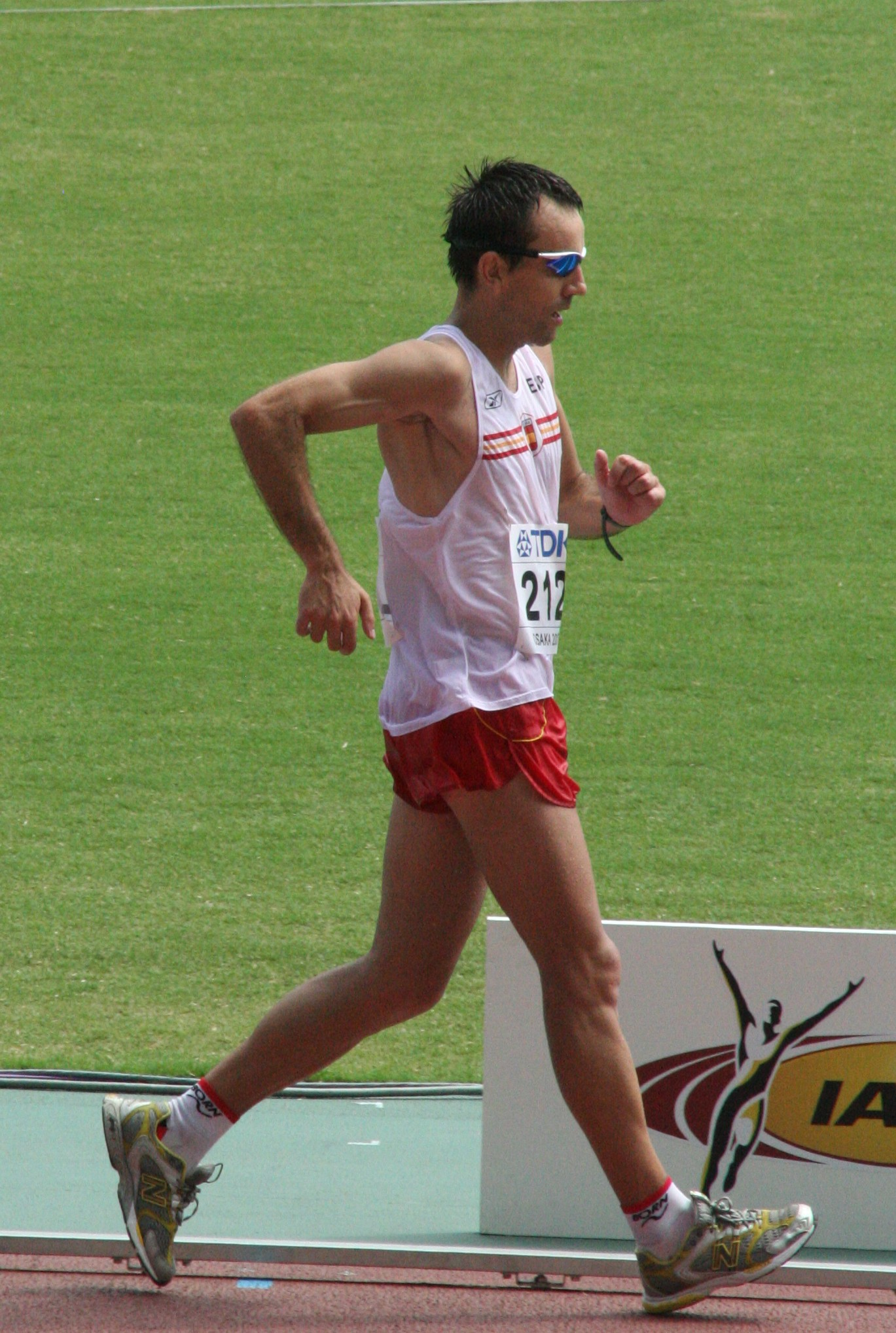
Der sechstplatzierte Mikel Odriozola
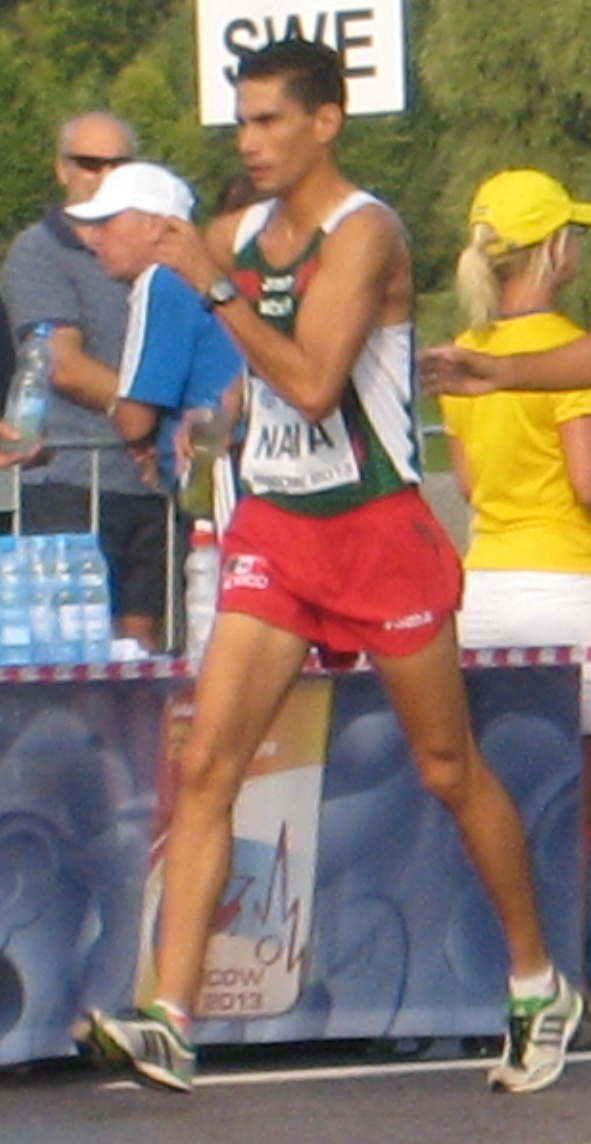
Horacio Nava – Rang neun
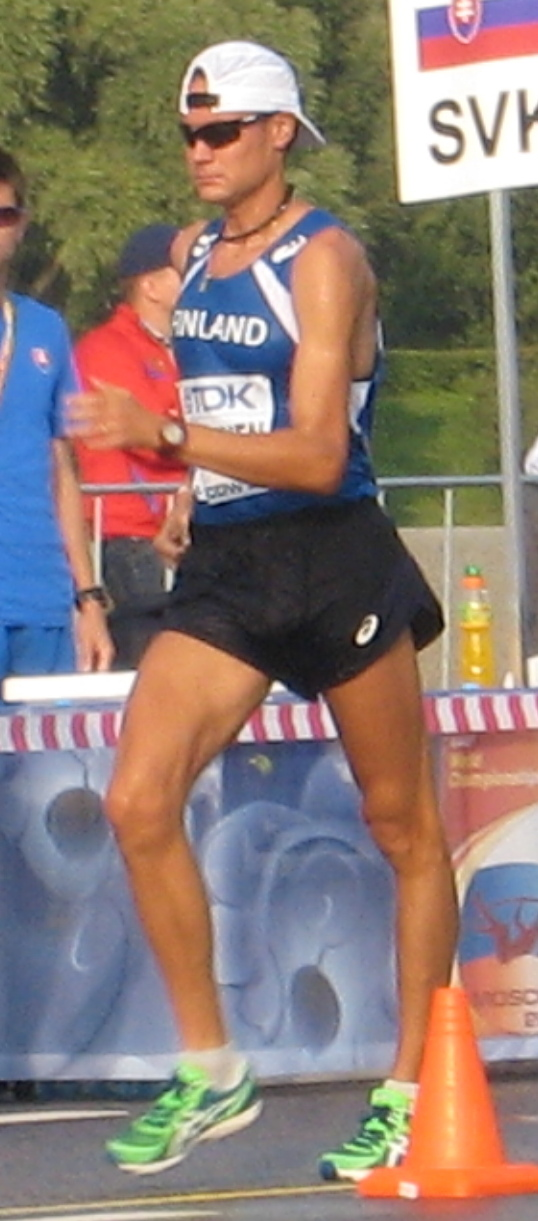
Jarkko Kinnunen wurde Zehnter
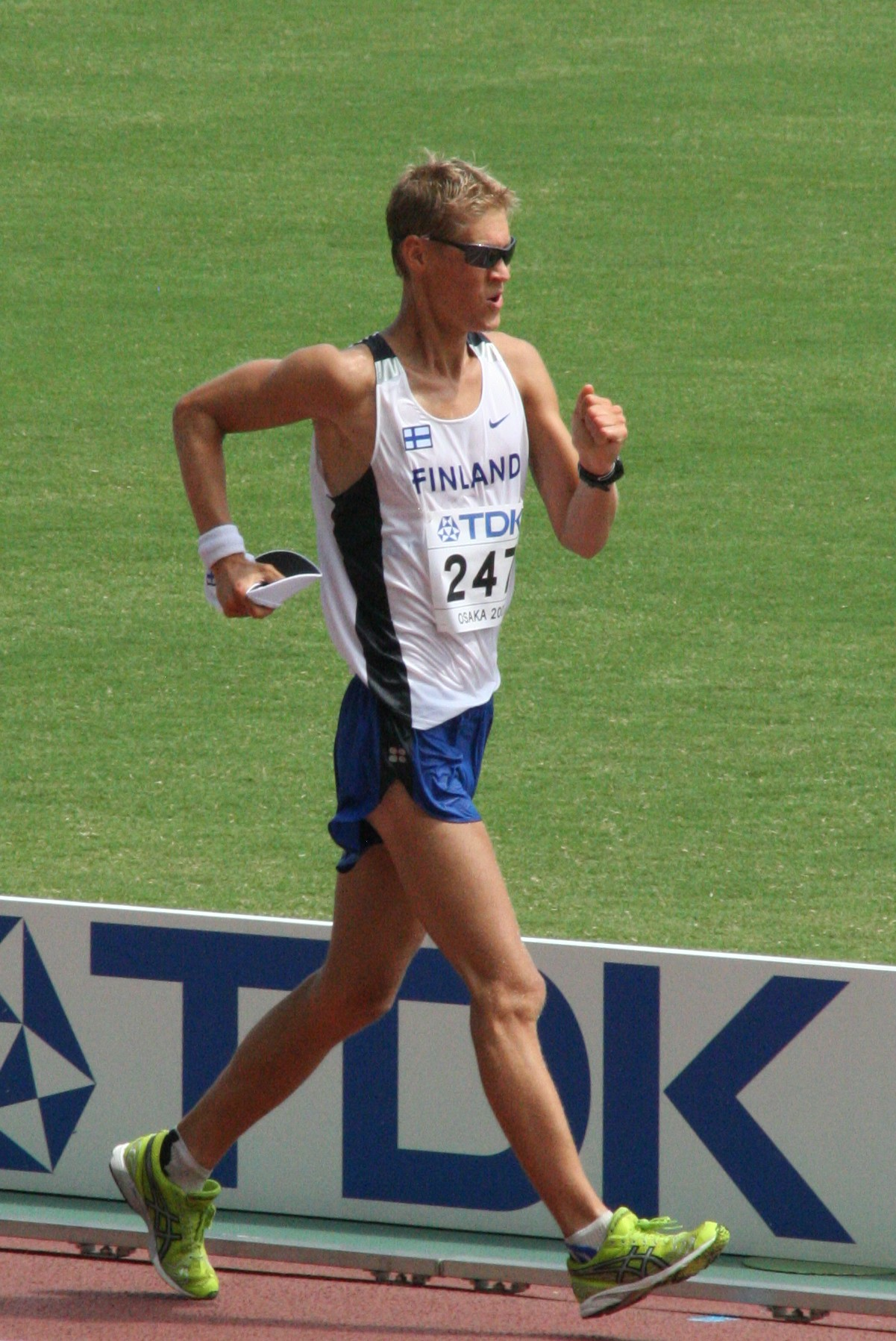
Antti Kempas – Rang elf

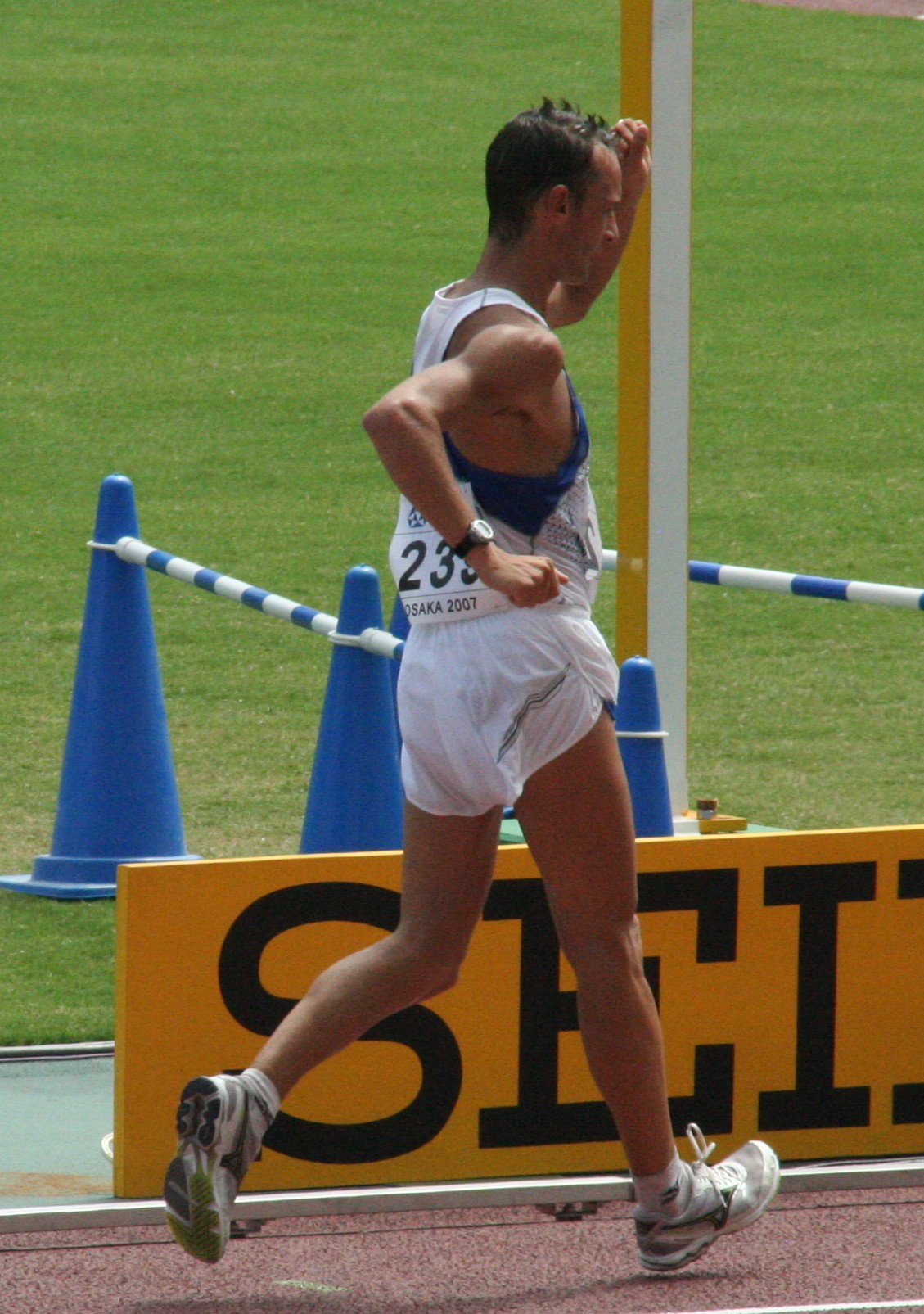
Diego Cafagna erreichte Platz achtzehn
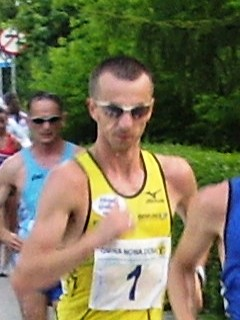
Rang 21 für Grzegorz Sudoł
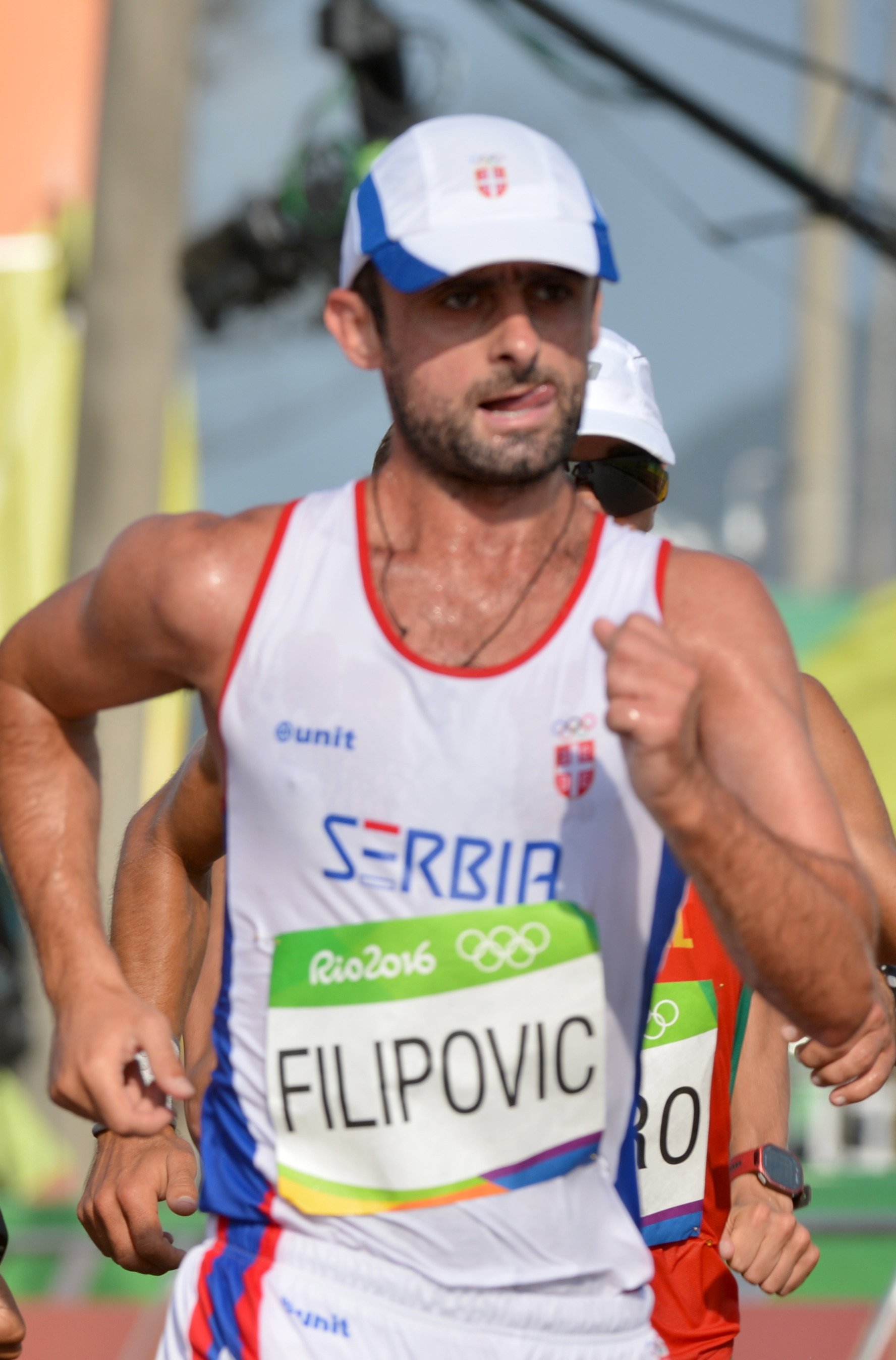
Nenad Filipović – Platz 22
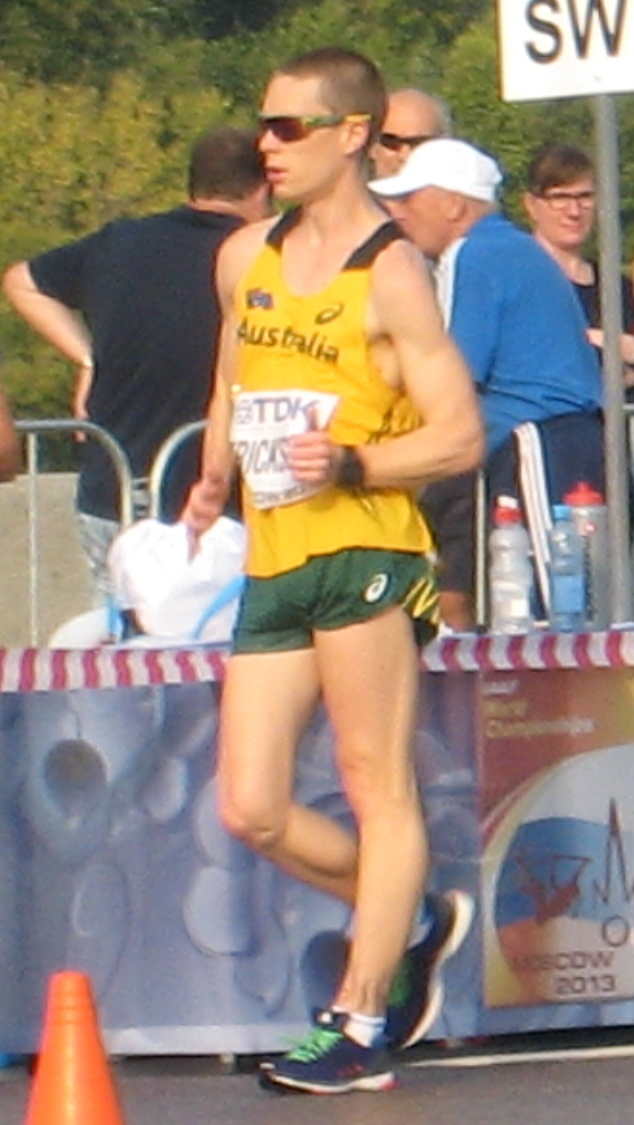
Chris Erickson – Platz 24
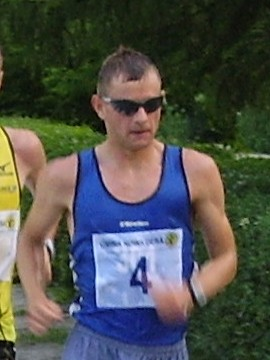
Rafał Fedaczyński – Platz dreißig
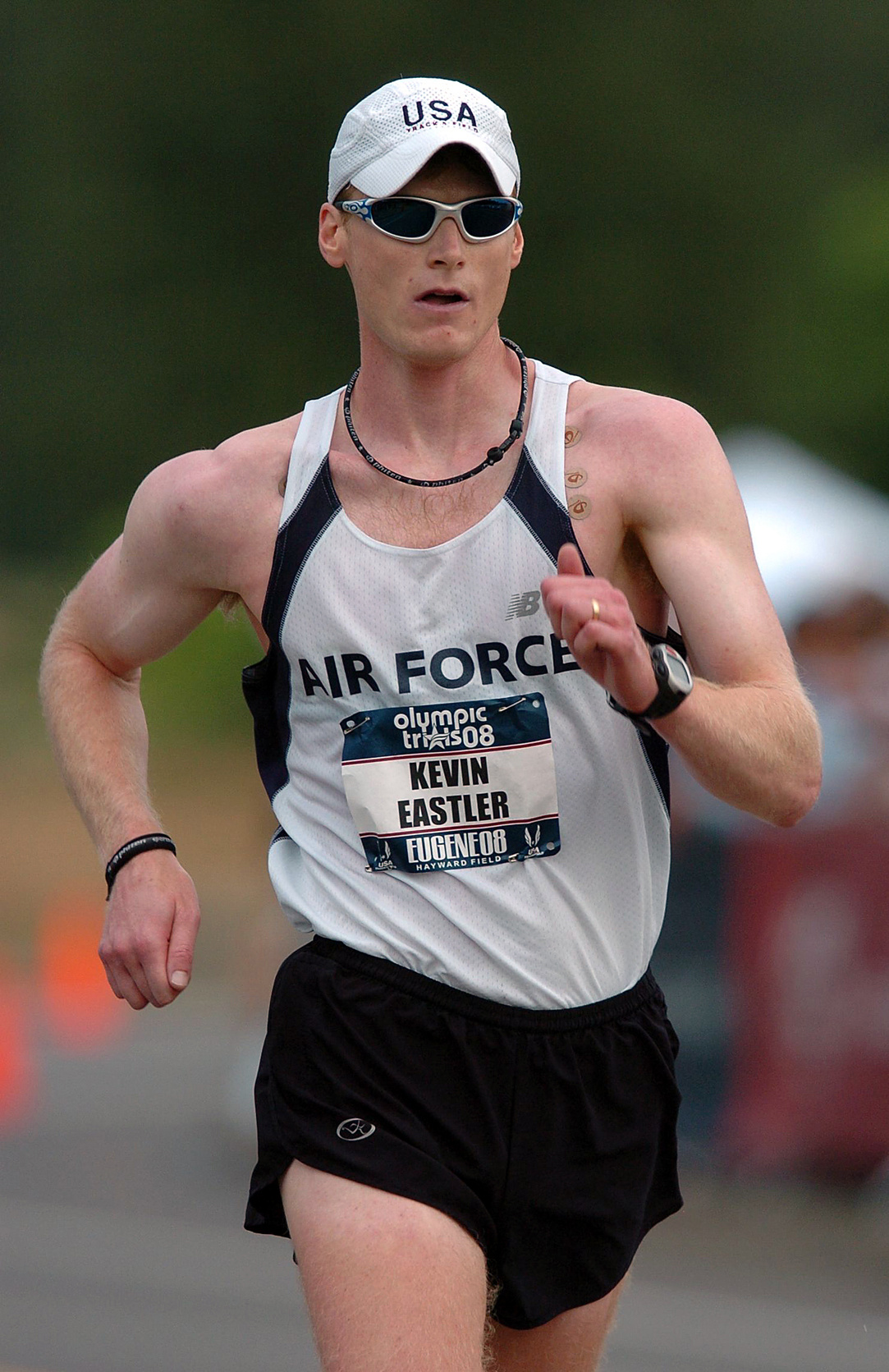
Kevin Eastler – Platz 31
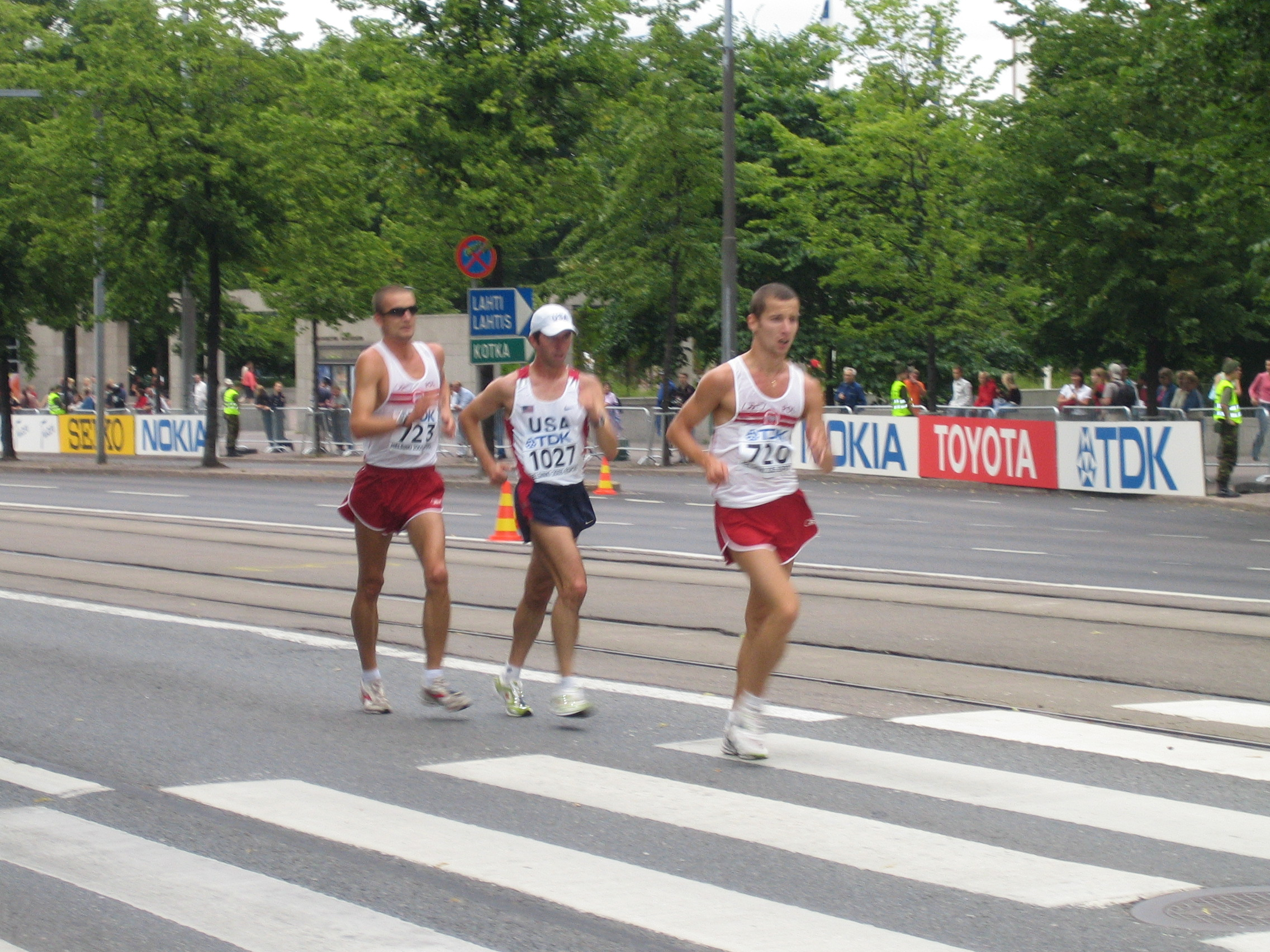
Kamil Kalka (ganz links) – Rennen nicht beendet

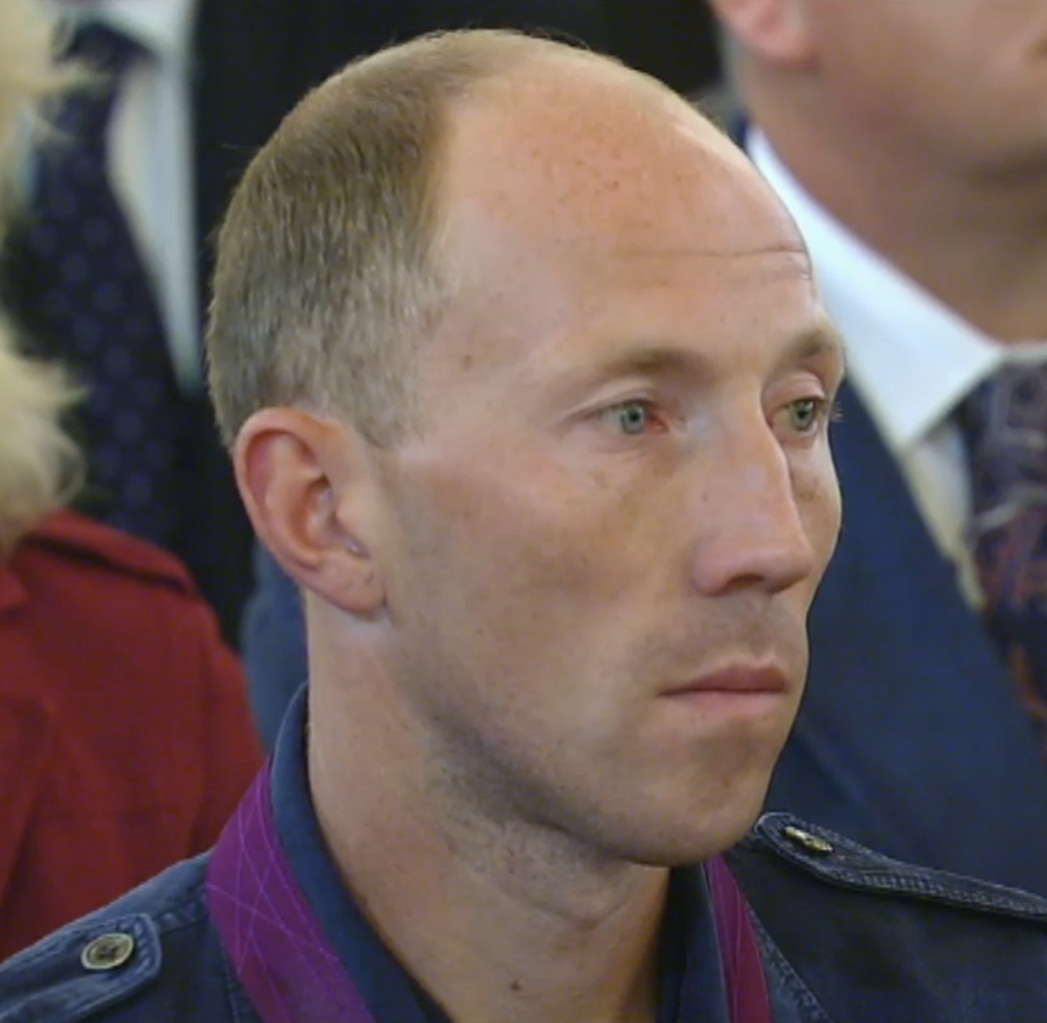
Sergei Kirdjapkin – Rennen nicht beendet
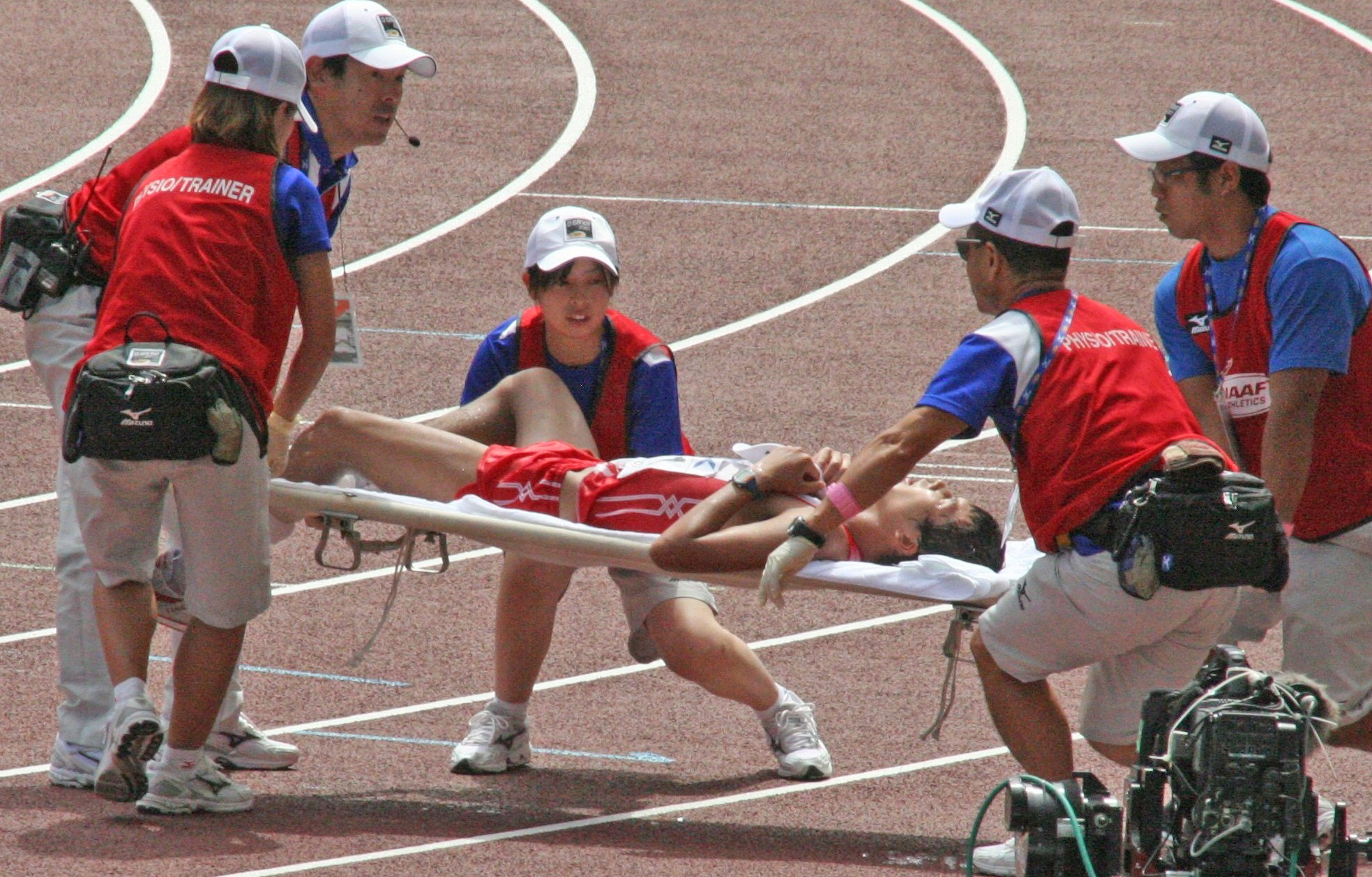
Yuki Yamazaki brauchte intensive Hilfe nach seiner Aufgabe
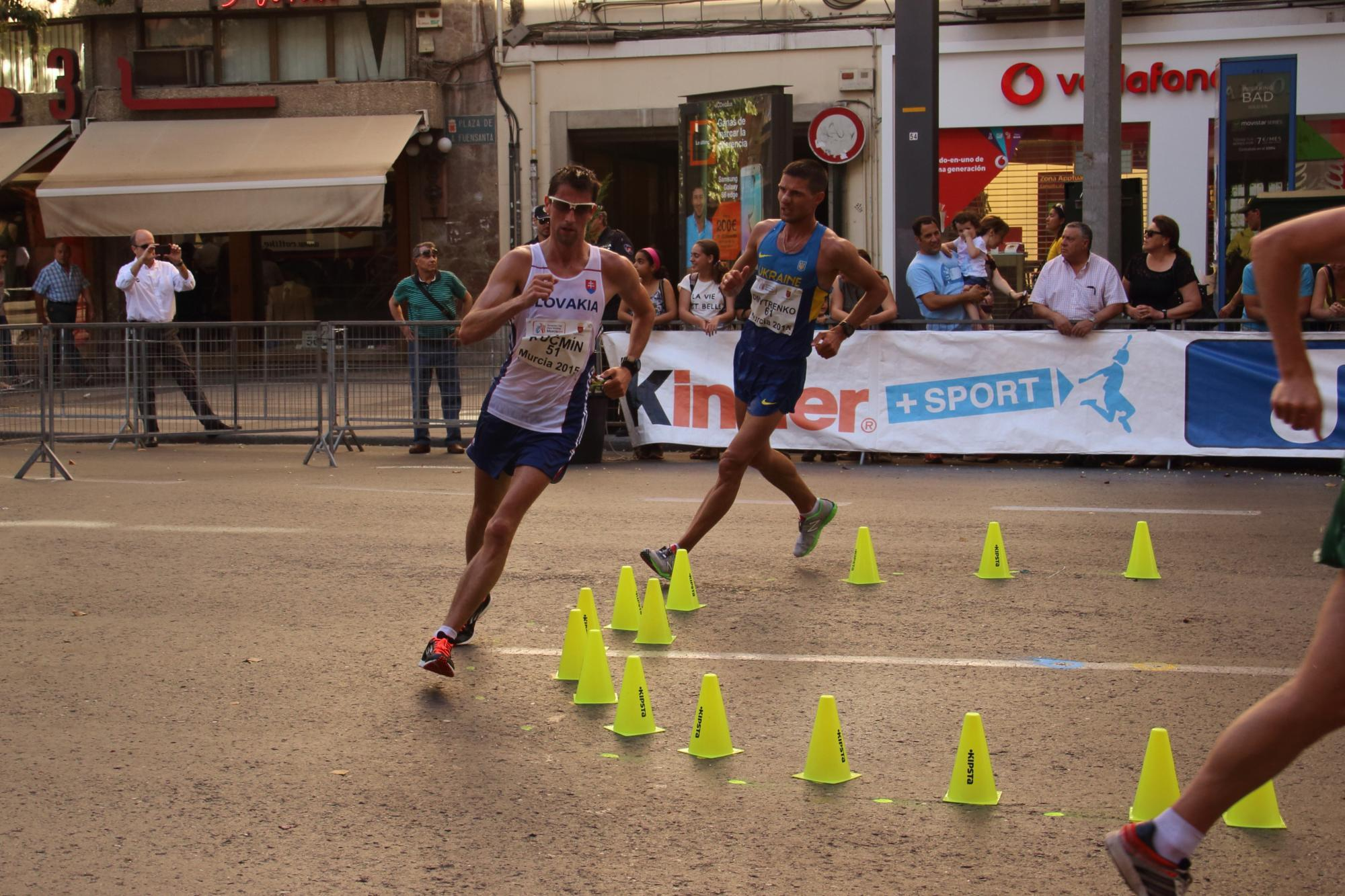
Anton Kučmín (weißes Trikot) – Rennen nicht beendet
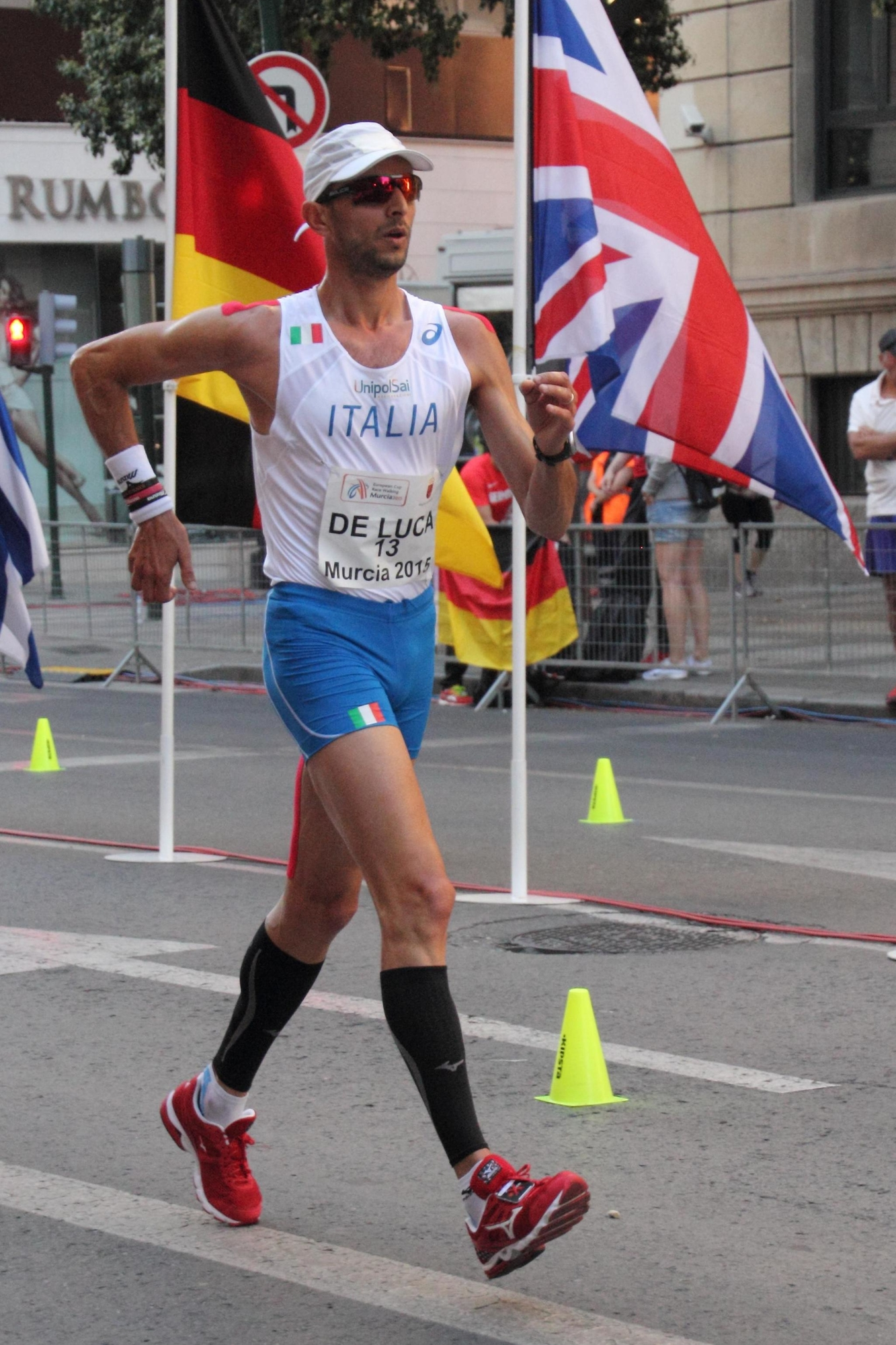
Marco De Luca – Rennen nicht beendet
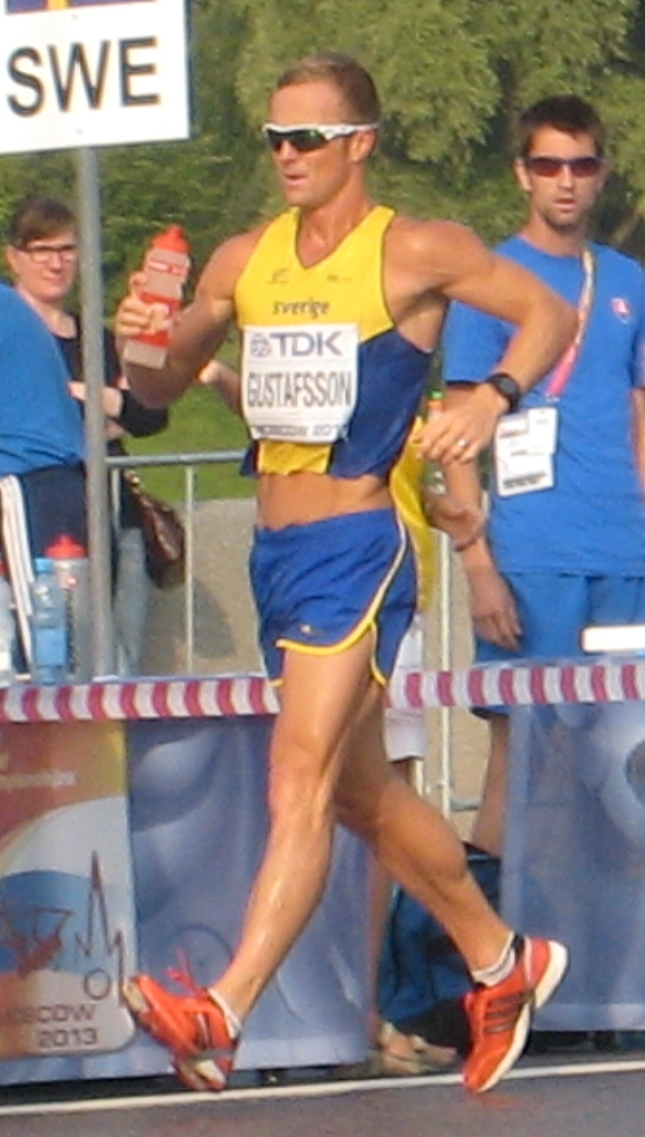
Andreas Gustafsson – disqualifiziert
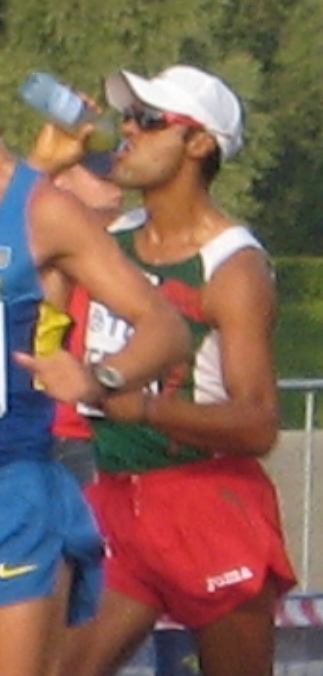
Omar Zepeda – disqualifiziert
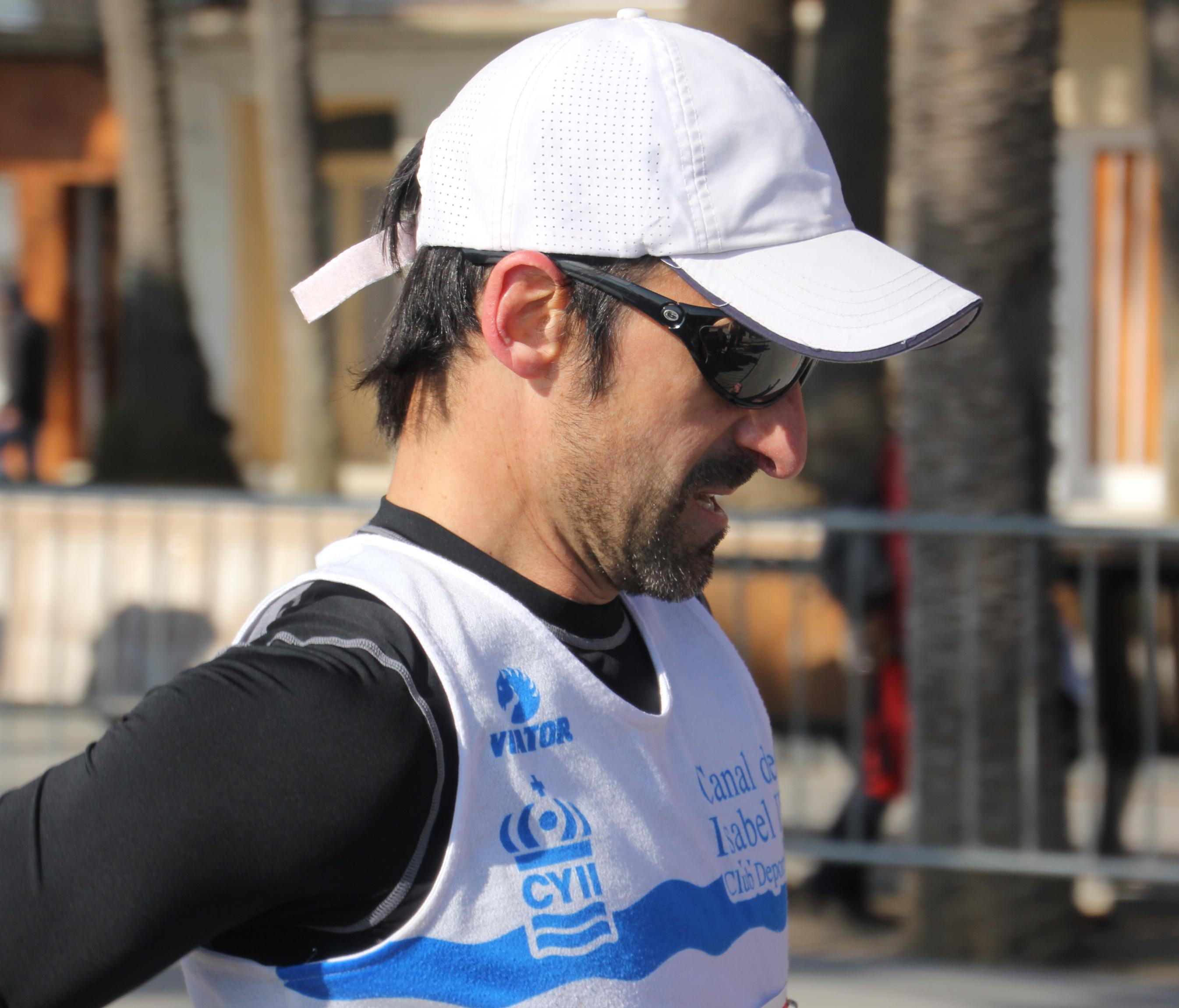
Jesús Ángel García – disqualifiziert

## Video
- Deakes powers through heat for world title, youtube.com, abgerufen am 25. Oktober 2020
- Osaka 2007 - 50 Km. walking start (slow motion for study), youtube.com, abgerufen am 25. Oktober 2020